# نیکلای آکسیوننکو
نیکولای یملیانوویچ آکسیوننکو ( روسی: Никола́й Емелья́нович Аксёненко   (زاده ۱۵ مارس ۱۹۴۹ - درگذشته ۲۰ ژوئیه ۲۰۰۵) مدیر راه‌آهن و سیاستمدار روس بود.

## بیوگرافی
نیکولای آکسیوننکو در 15 مارس 1949 در روستای نووالکساندروکا، ناحیه بولوتنینسکی ، استان نووسیبیرسک متولد شد.  او کوچکترین و سیزدهمین فرزند در یک خانواده پرجمعیت بود. در جوانی به بوکس سنگین وزن و فوتبال مشغول بود. پس از ترک مدرسه در سال 1966، سعی کرد وارد موسسه الکتروتکنیک نووسیبیرسک شود، اما نتوانست در آزمون‌ها قبول شود. در سال 1967 وارد موسسه مهندسان راه آهن نووسیبیرسک شد. 
در ۱۶ سپتامبر ۱۹۹۹، آکسیوننکو در کابینه اول ولادیمیر پوتین دوباره به عنوان وزیر راه آهن منصوب شد و سمت معاون اول نخست وزیر را حفظ کرد. او در طول سفر پوتین به نیوزیلند ، ریاست دولت را بر عهده داشت. در ۱۰ ژانویه ۲۰۰۰، آکسیوننکو از سمت معاون نخست وزیر کناره‌گیری کرد و همچنان وزیر راه آهن باقی ماند.
در اکتبر 2001، آکسیوننکو به دفتر دادستان کل احضار شد و در آنجا به سوءاستفاده از مقام و سوء استفاده از سود متهم شد. به گفته حسابرسان ، مقامات ارشد وزارت راه آهن پول را از برنامه سرمایه‌گذاری به منظور خرید آپارتمان‌های خصوصی منحرف کردند. در 31 اکتبر، نمایندگان دفتر دادستان کل گزارش دادند که بودجه فدرال در نتیجه اقدامات آکسیوننکو بیش از 11 میلیارد روبل از دست داده است. 
در ۳ ژانویه ۲۰۰۲، نخست وزیر میخائیل کاسیانوف به رئیس جمهور پوتین پیشنهاد داد که آکسیوننکو را برکنار کند. در همان روز، رئیس جمهور حکم مربوطه را امضا کرد و آکسیوننکو نیز به نوبه خود، نامه استعفای خود را ارائه داد. در اکتبر ۲۰۰۳، او برای درمان در یکی از کلینیک‌های خارجی، روسیه را ترک کرد (آکسینکو از سرطان خون رنج می‌برد). 
نیکولای آکسیوننکو در 20 ژوئیه 2005 در کلینیکوم گروسهادرن مونیخ درگذشت.  او در گورستان نیکولسکوی الکساندر نوسکی لاورا ، سن پترزبورگ به خاک سپرده شد.